# Ulospora
Ulospora — рід грибів родини Testudinaceae. Назва вперше опублікована 1979 року.

## Класифікація
До роду Ulospora відносять 1 вид:
- Ulospora bilgramii